# (24649) Балаклава
(24649) Балаклава (лат. Balaklava) — типичный астероид главного пояса, открыт 19 сентября 1985 года советскими астрономами Людмилой и Николаем Черных в Крымской астрофизической обсерватории и 10 сентября 2003 года назван в честь города Балаклавы.

## Обнаружение и именование
(24649) Балаклава
Открыт 19 сентября 1985 года в Крымской астрофизической обсерватории Н. С. Черных и Л. И. Черных.
Балаклава — один из старейших городов Крыма, с долгой и интересной историей. Расположенный в живописном месте на крымском побережье, он был излюбленным местом многих известных русских писателей и художников, которым нравилось там жить и работать и которые изобразили его в своих произведениях. Балаклава сейчас является частью города Севастополь.
Оригинальный текст (англ.)24649 Balaklava
Discovered 1985 Sept. 19 by N. S. Chernykh and L. I. Chernykh at the Crimean Astrophysical Observatory.
Balaklava is one of the oldest towns in the Crimea, with a long and interesting history. Located at a picturesque spot on the Crimean coast, it was a favorite site for many famous Russian writers and painters who liked to live and work there and who depicted it in their works. Balaklava is now part of the town of Sebastopol.
Источники: 20030910/MPCPages.arc; M.P.C. 49676.

## Орбита

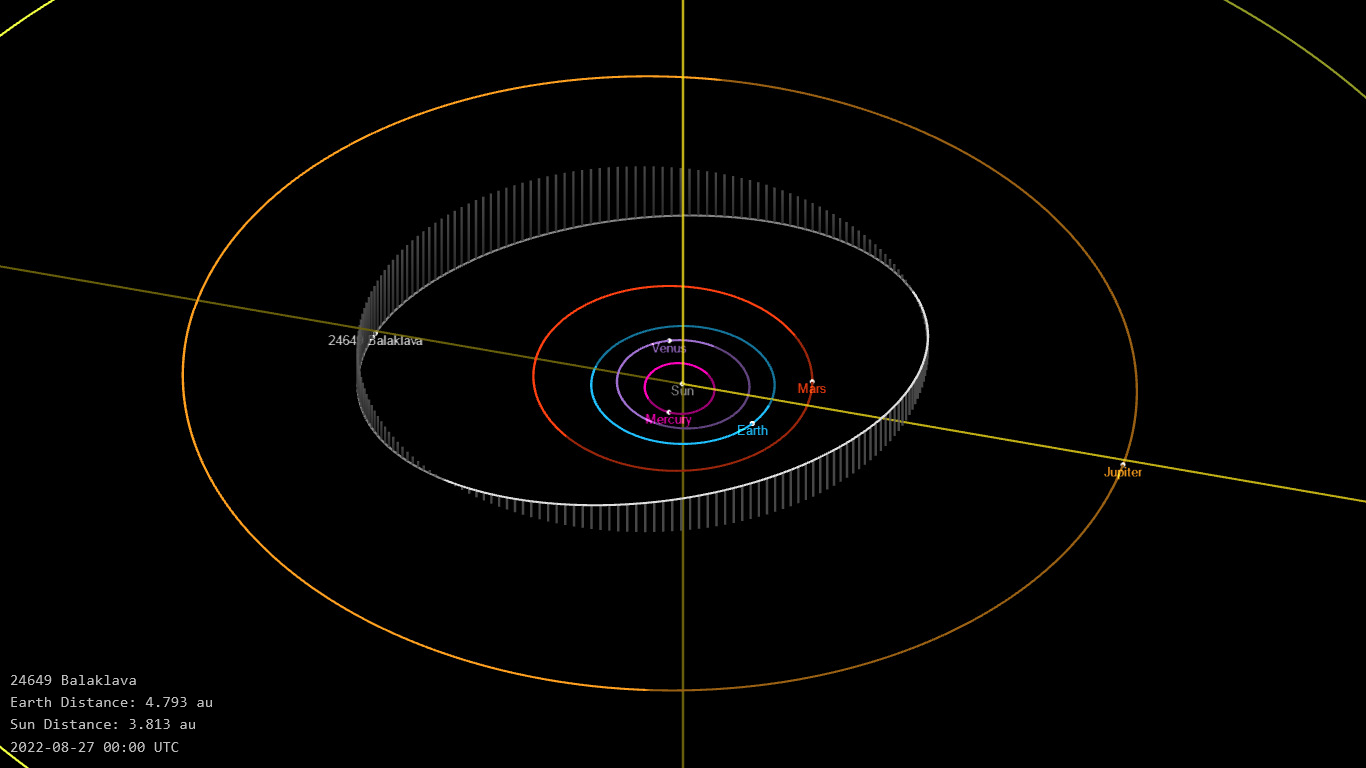
Орбита астероида Балаклава и его положение в Солнечной системе

## Физические характеристики
Астероид относится к таксономическому классу C.
По результатам наблюдений в видимом и ближнем инфракрасном диапазоне космического телескопа NEOWISE и наблюдений в инфракрасном диапазоне спутника Akari диаметр астероида оценивался равным 16,790±0,211 км, 18,28±0,78 км, 14,86±3,80 км и 16,63±5,34 км. Согласно тем же источникам альбедо оценивается как 0,0300±0,0039, 0,026±0,002, 0,030±0,004, 0,048±0,028 и 0,039±0,031.